# Сунд
Сунд (швед. Sund) — муниципалитет (коммуна) Финляндии в автономной провинции Аландские острова.

## Географическое положение
Располагается в восточной части главного острова Аландского архипелага Фаста Оланд, в 25 км от Мариехамна.
Население составляет более 1100 жителей. В коммуне 30 населённых пунктов.

## Достопримечательности
- Бомарсунд — руины русской крепости XIX века
- Кастельхольм — средневековая крепость XIV—XVII веков